# جان هند (ورزشکار)
جان هند (انگلیسی: John Hand; ۱۴ ژوئن ۱۹۰۲ – ۷ ژوئیهٔ ۱۹۶۷) قایقران روئینگ اهل کانادا بود.